# Портіман
Портіма́н (порт. Portimão; МФА: [puɾ.ti.ˈmɐ̃w], Пуртіма́н) — муніципалітет і місто в Португалії, в окрузі Фару. Розташований у південній частині країни, на березі Атлантичного океану, на теренах історичної португальської провінції Алгарве. Належить до Фаруської діоцезії Католицької церкви в Португалії. Права міського самоврядування має з 1453 року. Поділяється на 3 парафії. За адміністративним поділом, чинним до 1976 року, був складовою провінції Алгарве. Площа муніципалітету — 182,06 км², населення муніципалітету — 55614 ос. (2011); густота населення — 305,47 осіб/км²
. Патрон — Діва Марія. Святковий день муніципалітету — 11 грудня. Поштовий індекс — 8500.  Код місцевої адміністративної одиниці — 0811. Складова статистичного регіону Алгарве.

## Назва
- Портіман (порт. Portimão) — сучасна португальська назва.
- Вілла-Нова-де-Портіман (порт. Villa Nova de Portimão) — стара португальська назва.

## Географія
Портіман розташований на півдні Португалії, на південному заході округу Фару.
Портіман межує на півночі з муніципалітетом Моншіке, на сході — з муніципалітетами Сілвеш і Лагоа (Алгарве), на заході — з муніципалітетом Лагуш. На півдні омивається водами Атлантичного океану.
Відстань до міста Лісабона — 297 км, до міжнародного аеропорту Фару — 63 км, до стадіону «Алгарве» — 57 км.

## Історія
Археологічні розкопки проведені на території району підтвердили наявність людських поселень, які відносяться до часів неоліту.
1453 року португальський король Афонсу V надав Портіману форал, яким визнав за поселенням статус містечка та муніципальні самоврядні права.
Статус міста Портіман отримав 11 грудня 1924 року.
27 травня 1860 року у Портімані народився 7-й президент Португалії Мануел Тейшейра Гоміш.

## Населення
| Кількість мешканців | Кількість мешканців | Кількість мешканців | Кількість мешканців | Кількість мешканців | Кількість мешканців | Кількість мешканців | Кількість мешканців | Кількість мешканців | Кількість мешканців | Кількість мешканців | Кількість мешканців | Кількість мешканців | Кількість мешканців | Кількість мешканців |
| ------------------- | ------------------- | ------------------- | ------------------- | ------------------- | ------------------- | ------------------- | ------------------- | ------------------- | ------------------- | ------------------- | ------------------- | ------------------- | ------------------- | ------------------- |
| 1864                | 1878                | 1890                | 1900                | 1911                | 1920                | 1930                | 1940                | 1950                | 1960                | 1970                | 1981                | 1991                | 2001                | 2011                |
| 9 383               | 10 567              | 11 826              | 13 700              | 15 697              | 14 983              | 21 131              | 21 419              | 23 697              | 24 142              | 25 195              | 34 464              | 38 833              | 44 818              | 55 614              |

## Парафії
1. Алвор (порт. Alvor)
2. Мешільоейра-Гранде (порт. Mexilhoeira Grande)
3. Портіман (порт. Portimão)

## Економіка, побут, транспорт
Економіка району головним чином представлена рибальством і туризмом. Місто розташоване на атлантичному узбережжі в мальовничій місцевості. Довкола міста розташовані численні піскові пляжі, серед яких знаменитий «Скелястий пляж» (порт. Praia da Rocha), невеличкий порт, гавань для яхт, невеличкий муніципальний аеродром (7 км).
У Портімані в 2006 і 2007 роках проходили етапи ралі Дакар.
Місто як і муніципалітет в цілому має добре розвинуту транспортну мережу: з'єднане з Фару та Іспанією швидкісною автомагістраллю А-22 (відоміша як «Via do Infante») та національною автомобільною дорогою N-125, з Лісабоном — А-2. Портіман має залізничну станцію приміського сполучення на Лінії Алгарве.

## Освіта
- Алгарвський університет — додатковий кампус.

## Туризм
Завдяки своєму розташуванню і розвинутій інфраструктурі місто користується великою популярністю серед туристів з числа мешканців Північної Європи: тут охоче відпочивають німці, шведи та англійці.
Серед архітектурних пам'яток особливий інтерес викликають палаци, залишки фортеці, залізничний міст збудований у 1922 році, декілька багатовікових церков як у самому місті так і на території муніципалітету (порт. Igreja Matriz de Nossa Senhora da Conceição, Igreja Matriz de Alvor, Igreja Matriz da Mexilhoeira Grande, Igreja da Misericórdia da Mexilhoeira Grande), монастир Св. Франциска збудований у 16 столітті (порт. Convento São Francisco), а також архітектурні монументи арабської цивілізації.

## Галерея

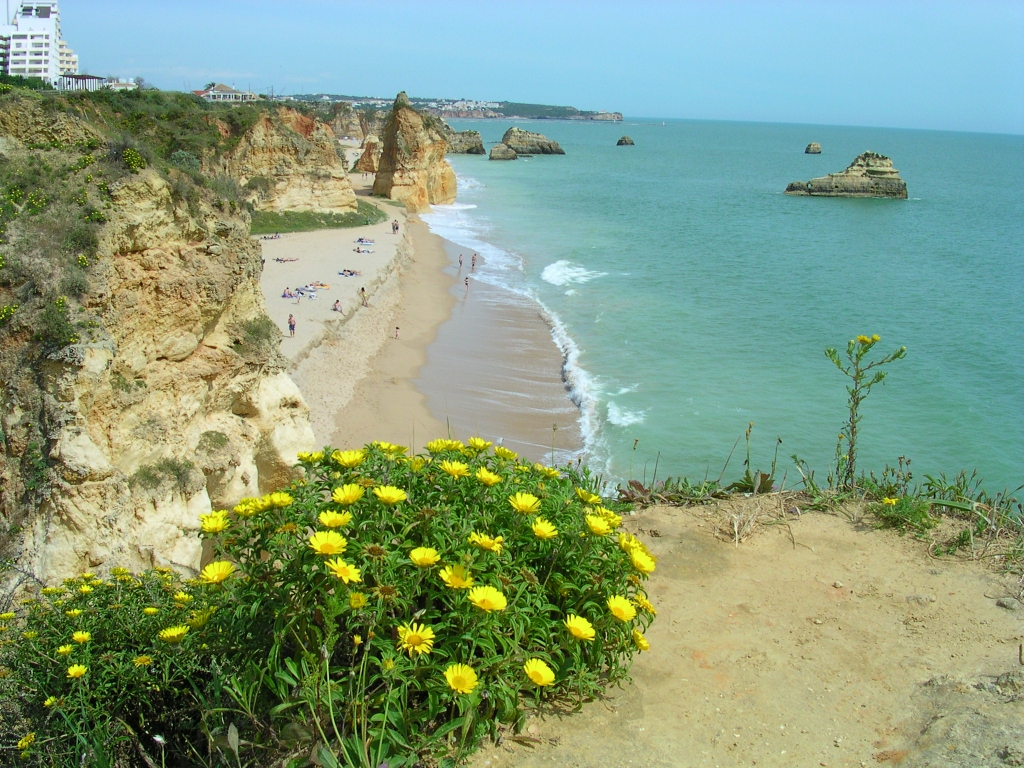
«Скелястий пляж»
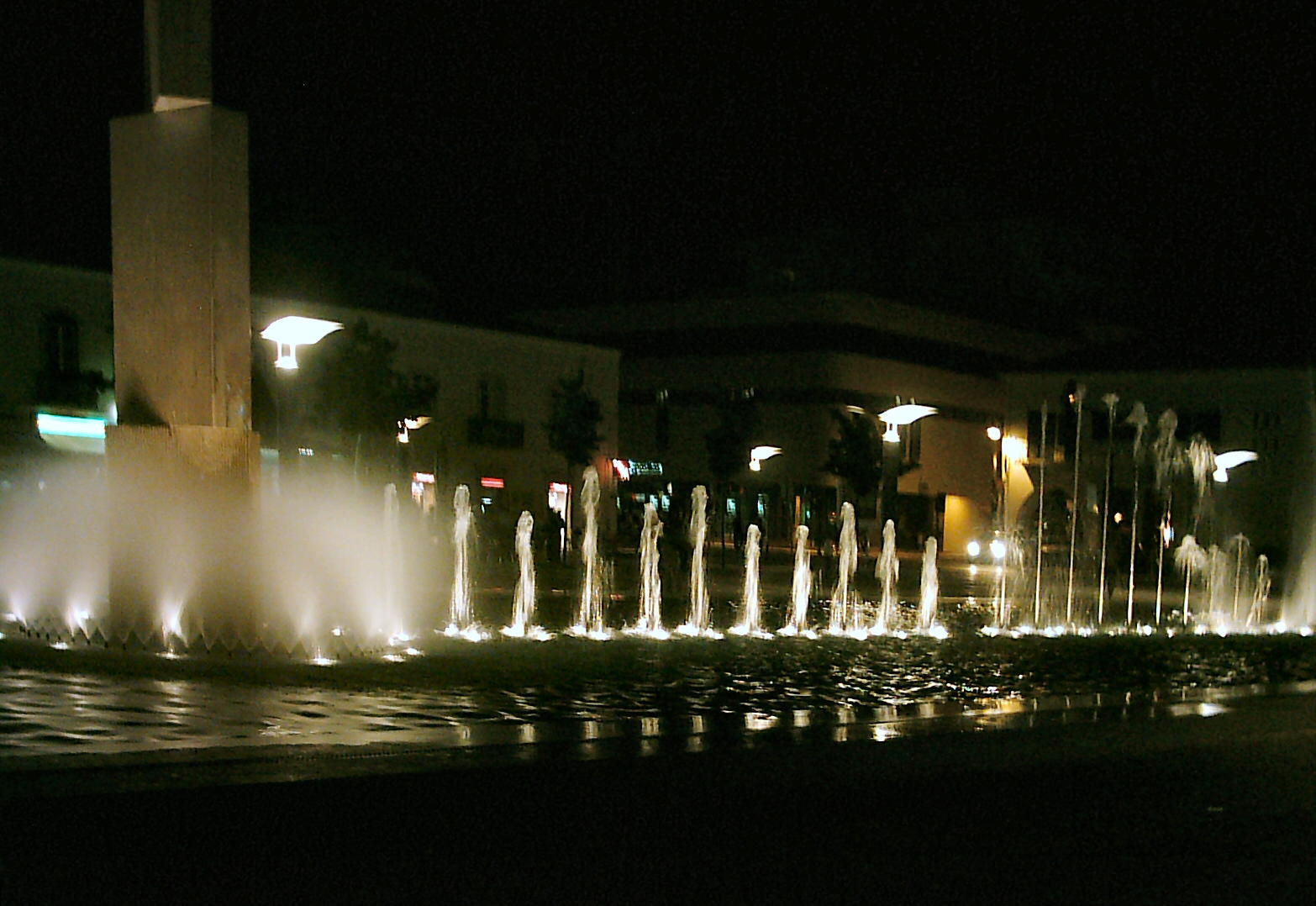
Портіман вночі